# Primeira Liga 2012-2013
La Primeira Liga 2012-2013 (detta anche Liga ZON Sagres per motivi di sponsorizzazione) è la 75ª edizione del massimo campionato di calcio portoghese. La stagione è iniziata il 19 agosto 2012 ed è terminata il 19 maggio 2013. Il Porto ha vinto il titolo per la 27ª volta.

## Novità
Il Feirense e l'União Leiria, ultime due classificate nella stagione 2011-2012, sono retrocesse in Segunda Liga. Al loro posto sono state promosse le prime due classificate della Liga de Honra, Estoril Praia e Moreirense.

## Regolamento
La squadra campione del Portogallo e la seconda classificata sono ammesse alla fase a gironi della UEFA Champions League 2013-2014; la terza classificata è ammessa ai play-off.

La quarta e la quinta classificata sono ammesse rispettivamente al turno di play-off e al terzo turno di qualificazione della UEFA Europa League 2013-2014, assieme alla vincitrice della Taça de Portugal 2012-2013, che invece è ammessa direttamente alla fase a gironi.

Le ultime due classificate sono retrocesse direttamente in Segunda Liga.

## Squadre partecipanti
| Club              | Città              | Stadio                            | Risultato stagione 2011-2012 |
| ----------------- | ------------------ | --------------------------------- | ---------------------------- |
| Académica         | Coimbra            | Stadio Città di Coimbra           | 13º posto                    |
| Beira-Mar         | Aveiro             | Stadio comunale di Aveiro         | 12º posto                    |
| Benfica           | Lisbona            | Estádio da Luz                    | 2º posto                     |
| Braga             | Braga              | Stadio comunale di Braga          | 3º posto                     |
| Estoril Praia     | Estoril            | Estádio António Coimbra da Mota   | 1º posto in Liga de Honra    |
| Gil Vicente       | Barcelos           | Estádio Cidade de Barcelos        | 9º posto                     |
| Marítimo          | Funchal            | Estádio dos Barreiros             | 5º posto                     |
| Moreirense        | Moreira de Cónegos | Parque Joaquim de Almeida Freitas | 2º posto in Liga de Honra    |
| Nacional          | Funchal            | Estádio da Madeira                | 7º posto                     |
| Olhanense         | Olhão              | Estádio José Arcanjo              | 8º posto                     |
| Paços Ferreira    | Paços de Ferreira  | Estádio da Mata Real              | 10º posto                    |
| Porto             | Porto              | Estádio do Dragão                 | Campione del Portogallo      |
| Rio Ave           | Vila do Conde      | Estádio do Rio Ave FC             | 14º posto                    |
| Sporting Lisbona  | Lisbona            | Stadio José Alvalade              | 4º posto                     |
| Vitória Guimarães | Guimarães          | Estádio D. Afonso Henriques       | 6º posto                     |
| Vitória Setúbal   | Setúbal            | Estádio do Bonfim                 | 11º posto                    |

## Classifica finale
|  | Pos. | Squadra           | Pt | G  | V  | N  | P  | GF | GS | DR  |
|  | ---- | ----------------- | -- | -- | -- | -- | -- | -- | -- | --- |
|  | 1.   | Porto             | 78 | 30 | 24 | 6  | 0  | 70 | 14 | +56 |
|  | 2.   | Benfica           | 77 | 30 | 24 | 5  | 1  | 77 | 20 | +57 |
|  | 3.   | Paços Ferreira    | 54 | 30 | 14 | 12 | 4  | 42 | 29 | +13 |
|  | 4.   | Braga             | 52 | 30 | 16 | 4  | 10 | 60 | 44 | +16 |
|  | 5.   | Estoril Praia     | 45 | 30 | 13 | 6  | 11 | 47 | 37 | +10 |
|  | 6.   | Sporting Lisbona  | 42 | 30 | 11 | 9  | 10 | 36 | 36 | 0   |
|  | 7.   | Rio Ave           | 42 | 30 | 12 | 7  | 12 | 35 | 42 | -7  |
|  | 8.   | Nacional          | 40 | 30 | 11 | 7  | 12 | 45 | 51 | -6  |
|  | 9.   | Vitória Guimarães | 40 | 30 | 11 | 7  | 12 | 36 | 47 | -11 |
|  | 10.  | Marítimo          | 38 | 30 | 9  | 11 | 10 | 34 | 45 | -11 |
|  | 11.  | Académica         | 28 | 30 | 6  | 10 | 14 | 33 | 45 | -12 |
|  | 12.  | Vitória Setúbal   | 26 | 30 | 7  | 5  | 18 | 30 | 55 | -25 |
|  | 13.  | Gil Vicente       | 25 | 30 | 6  | 7  | 17 | 31 | 54 | -23 |
|  | 14.  | Olhanense         | 25 | 30 | 5  | 10 | 15 | 26 | 42 | -16 |
|  | 15.  | Moreirense        | 24 | 30 | 5  | 9  | 16 | 30 | 51 | -21 |
|  | 16.  | Beira-Mar         | 23 | 30 | 5  | 8  | 17 | 35 | 55 | -20 |

Legenda:

      Campione del Portogallo e ammessa alla UEFA Champions League 2013-2014

      Ammesse alla UEFA Champions League 2013-2014

      Ammesse alla UEFA Europa League 2013-2014

      Retrocesse in Segunda Liga 2013-2014

### Verdetti
- Porto campione di Portogallo 2012-2013 e qualificato alla UEFA Champions League 2013-2014.
- Benfica qualificato alla fase a gironi della UEFA Champions League 2013-2014,  Paços Ferreira qualificato allo spareggio.
- Vitória Guimarães qualificato alla fase a gironi della UEFA Europa League 2013-2014,  Braga qualificato allo spareggio,  Estoril Praia qualificato al terzo turno di qualificazione.
- Belenenses e  Arouca promosse in Primeira Liga 2013-2014.
- Moreirense e  Beira-Mar retrocesse in Segunda Liga 2013-2014.

## Risultati
|                   | Aca  | Bei  | Ben  | Bra  | Est  | Gil  | Mar  | Mor  | Nac  | Olh  | Paç  | Por  | Rio  | Spo  | VGu  | VSe  |
| ----------------- | ---- | ---- | ---- | ---- | ---- | ---- | ---- | ---- | ---- | ---- | ---- | ---- | ---- | ---- | ---- | ---- |
| Académica         | –––– | 3-1  | 2-2  | 1-4  | 0-2  | 2-2  | 2-3  | 1-0  | 2-1  | 1-1  | 1-1  | 0-3  | 1-2  | 1-1  | 1-2  | 4-2  |
| Beira-Mar         | 3-3  | –––– | 0-1  | 3-3  | 0-1  | 1-0  | 4-2  | 1-1  | 2-2  | 0-1  | 0-2  | 0-2  | 3-1  | 1-4  | 2-2  | 1-1  |
| Benfica           | 1-0  | 2-1  | –––– | 2-2  | 1-1  | 5-0  | 4-1  | 3-1  | 3-0  | 2-0  | 3-0  | 2-2  | 6-1  | 2-0  | 3-0  | 3-0  |
| Braga             | 1-0  | 3-1  | 1-2  | –––– | 3-0  | 3-1  | 2-0  | 1-0  | 1-3  | 4-4  | 2-3  | 0-2  | 4-1  | 2-3  | 3-2  | 4-1  |
| Estoril Praia     | 2-0  | 2-1  | 1-3  | 2-1  | –––– | 1-2  | 3-1  | 2-0  | 4-0  | 3-3  | 1-1  | 1-2  | 1-3  | 3-1  | 2-0  | 3-0  |
| Gil Vicente       | 2-1  | 1-2  | 0-3  | 1-3  | 1-3  | –––– | 4-2  | 4-3  | 1-2  | 2-0  | 0-1  | 0-0  | 0-1  | 2-3  | 0-0  | 0-0  |
| Marítimo          | 0-2  | 1-1  | 1-2  | 0-2  | 2-1  | 0-0  | –––– | 1-1  | 2-0  | 1-0  | 1-1  | 1-1  | 1-1  | 1-1  | 1-0  | 1-1  |
| Moreirense        | 2-2  | 3-0  | 0-2  | 2-3  | 1-1  | 0-0  | 0-1  | –––– | 3-1  | 1-1  | 0-5  | 0-3  | 0-1  | 2-2  | 0-1  | 2-1  |
| Nacional          | 2-1  | 2-4  | 2-2  | 3-2  | 1-0  | 0-1  | 1-1  | 1-2  | –––– | 3-1  | 3-3  | 1-3  | 1-1  | 1-1  | 2-1  | 2-2  |
| Olhanense         | 0-0  | 1-0  | 0-2  | 0-1  | 2-1  | 2-2  | 0-0  | 2-2  | 1-2  | –––– | 1-2  | 2-3  | 1-0  | 0-2  | 1-2  | 0-1  |
| Paços de Ferreira | 1-0  | 1-1  | 1-2  | 2-0  | 1-0  | 3-2  | 2-2  | 1-1  | 1-1  | 0-0  | –––– | 2-1  | 1-0  | 2-1  | 2-0  | 0-2  |
| Porto             | 2-1  | 4-0  | 2-1  | 3-1  | 2-0  | 5-0  | 5-0  | 1-0  | 1-0  | 1-1  | 2-0  | –––– | 2-1  | 2-0  | 4-0  | 2-0  |
| Rio Ave           | 0-0  | 2-1  | 0-1  | 1-1  | 0-2  | 2-1  | 0-1  | 0-1  | 2-1  | 0-1  | 0-0  | 2-2  | –––– | 2-1  | 1-3  | 2-1  |
| Sporting CP       | 0-0  | 1-0  | 1-3  | 1-0  | 2-2  | 2-1  | 0-1  | 3-2  | 2-1  | 1-0  | 0-1  | 0-0  | 0-1  | –––– | 1-1  | 2-1  |
| Vitória Guimarães | 2-0  | 2-1  | 0-4  | 0-2  | 2-2  | 3-1  | 1-1  | 1-0  | 1-3  | 2-0  | 2-2  | 0-4  | 0-1  | 0-0  | –––– | 2-1  |
| Vitória Setúbal   | 0-1  | 1-0  | 0-5  | 0-1  | 1-0  | 1-0  | 2-4  | 5-0  | 0-2  | 1-0  | 0-0  | 0-3  | 3-5  | 2-1  | 2-3  | –––– |

## Classifica marcatori
| Gol |  |  | Giocatore             | Squadra          |
| --- |  |  | --------------------- | ---------------- |
| 26  |  |  | Jackson Martínez      | Porto            |
| 20  |  |  | Lima                  | Benfica          |
| 17  |  |  | Óscar Cardozo         | Benfica          |
| 14  |  |  | Ricky van Wolfswinkel | Sporting Lisbona |
| 13  |  |  | Albert Meyong         | Vitória Setúbal  |
| 13  |  |  | Éder                  | Braga            |
| 13  |  |  | Nabil Ghilas          | Moreirense       |
| 13  |  |  | Edinho                | Académica        |
| 11  |  |  | Steven Vitória        | Estoril Praia    |
| 10  |  |  | Luís Leal             | Estoril Praia    |
| 10  |  |  | James Rodríguez       | Porto            |
| 10  |  |  | Eduardo Salvio        | Benfica          |